# 雷尼亚
雷尼亚（法語：Reignat，法語發音：[ʁɛɲa]）是法国多姆山省的一个市镇，位于该省中部偏东，属于克莱蒙费朗区。

## 地理
雷尼亚（45°44'57"N, 3°21'32"E）面积4.1 平方千米，位于法国奥弗涅-罗讷-阿尔卑斯大区多姆山省，该省份为法国中南部省份，北起阿列省接壤，东临卢瓦尔省，南至上盧瓦爾省和康塔爾省，西接科雷兹省和克勒兹省。
与雷尼亚接壤的市镇（或旧市镇、城区）包括：比永、埃斯皮拉、格莱讷-蒙泰居、穆瓦萨。

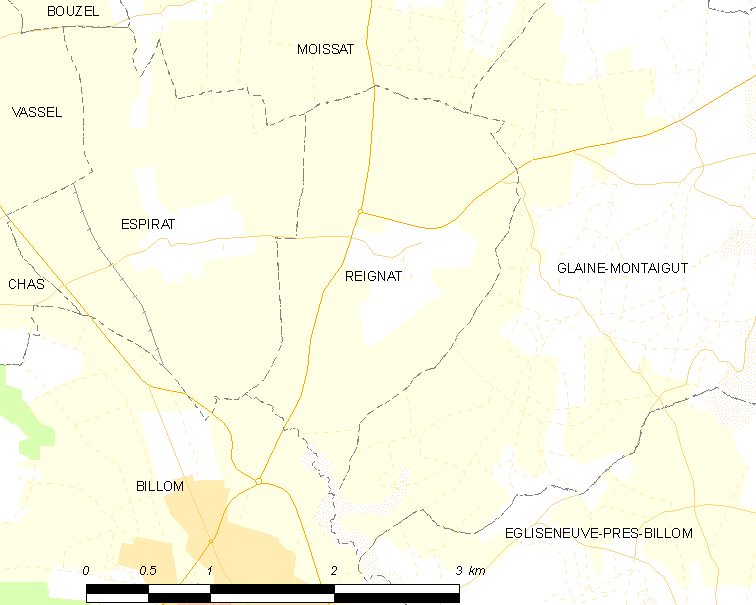
雷尼亚的OSM定位图

雷尼亚的时区为UTC+01:00、UTC+02:00（夏令时）。

## 行政
雷尼亚的邮政编码为63160，INSEE市镇编码为63297。

## 政治
雷尼亚所属的省级选区为比永县。

## 人口

1962-2008年间雷尼亚人口变化图示

雷尼亚于2022年1月1日时的人口数量为379人。